# Nombre 152
El nombre 152 (CLII) és el nombre natural que segueix el nombre 151 i precedeix el nombre 153.
La seva representació binària és 10011000, la representació octal 230 i l'hexadecimal 98.
La seva factorització en nombres primers és 23×19; altres factoritzacions són 1×152 = 2×76 = 4×38 = 8×19.
Es pot representar com a la suma de dos nombres primers consecutius: 73 + 79 = 152; és un nombre 4-gairebé primer: 2 × 2 × 2 × 19 = 152.